# Janusz Dembski
Janusz Dembski (ur. 22 września 1929 w Gołańczy, zm. 16 stycznia 1997 w Poznaniu) – polski bibliotekarz, historyk i animator kultury. Dyrektor Biblioteki Raczyńskich w Poznaniu.

## Życiorys
Absolwent UAM w Poznaniu (historia). Początkowo pracował w Bibliotece Uniwersyteckiej, by w 1962 przejść do Biblioteki Raczyńskich na stanowisko dyrektora, na którym pozostał tylko rok – do 1963, a potem powracał na nie jeszcze dwa razy – w latach 1972-1977 i 1981-1997 (do śmierci). Przerwy były spowodowane pełnieniem funkcji w Prezydium Rady Narodowej m. Poznania i w KW PZPR. Do jego najważniejszych osiągnięć należało:
- rozwinięcie sieci filii do 60 (rekordowo dużo w historii instytucji),
- powołanie Osiedlowego Dom Kultury Pod Lipami (Winogrady),
- otwarcie Izby Pamięci Kazimiery Iłłakowiczówny (ul. Gajowa),
- otwarcie Izby Pamięci Jerzego Pertka (ul. Zakręt),
- współtworzenie Biennale Sztuki dla Dziecka,
- powołanie do życia imprez cyklicznych: Poznański Przegląd Nowości Wydawniczych, Nagroda Bursztynowego Motyla im. Arkadego Fiedlera[1].

Został pochowany na Cmentarzu Junikowo w Poznaniu w Alei Zasłużonych.
Autor prac: Zbiory i prace polonijne Biblioteki Raczyńskich w Poznaniu, Biblioteka Raczyńskich 1829-1989.